# Liste von Sprachakademien der spanischen Sprache

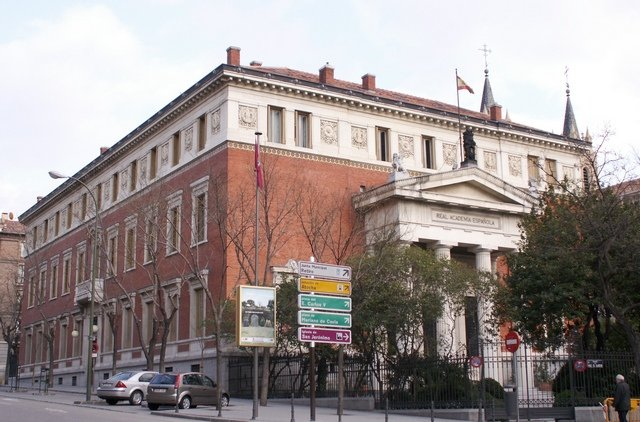
Die spanische Sprachakademie in Madrid, die Real Academia Española („Königlich Spanische Akademie“).

Länder mit einer Akademie für Spanische Sprache

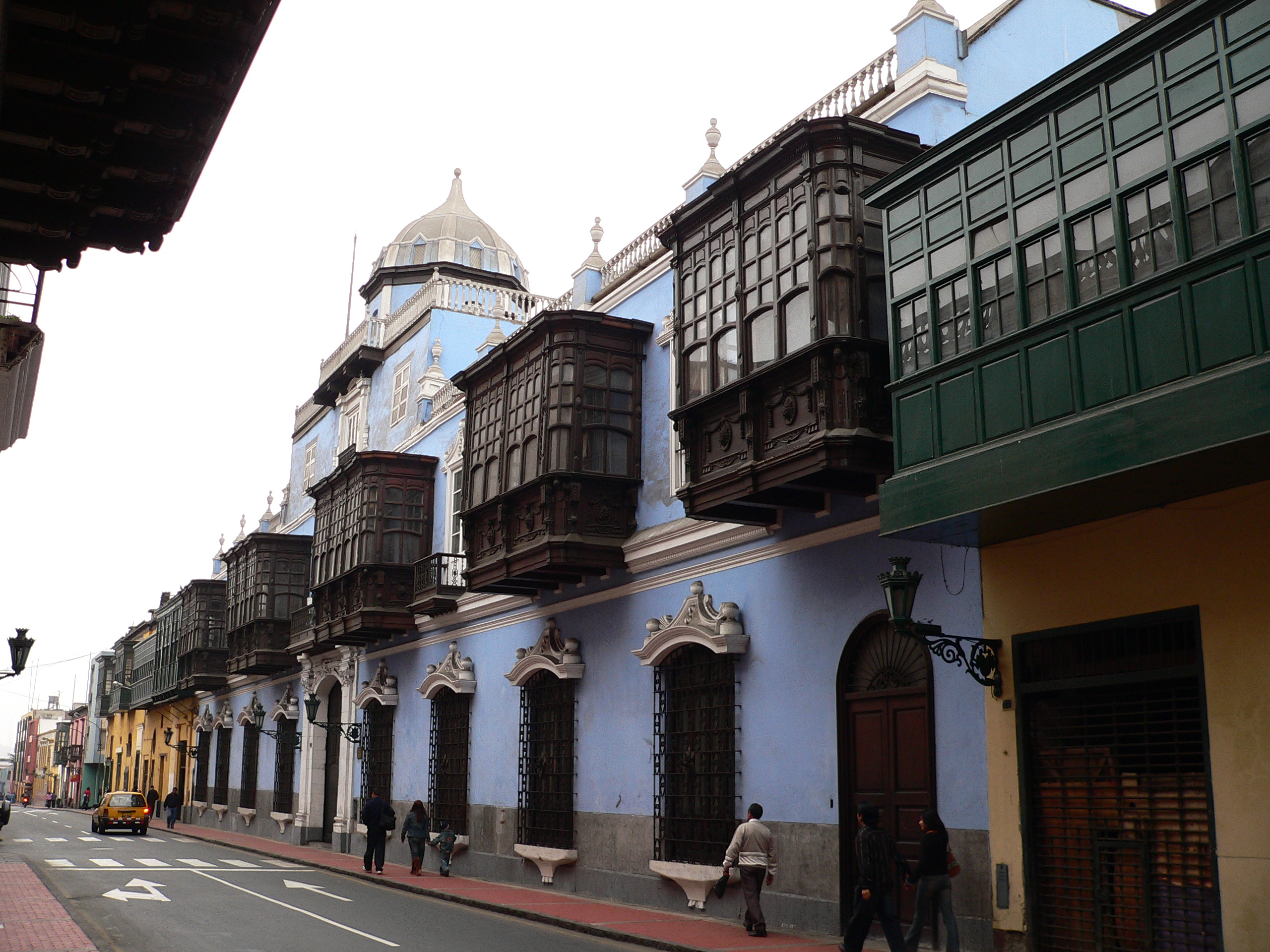
Casa de Osambela in Lima, der Sitz der peruanischen Sprachakademie

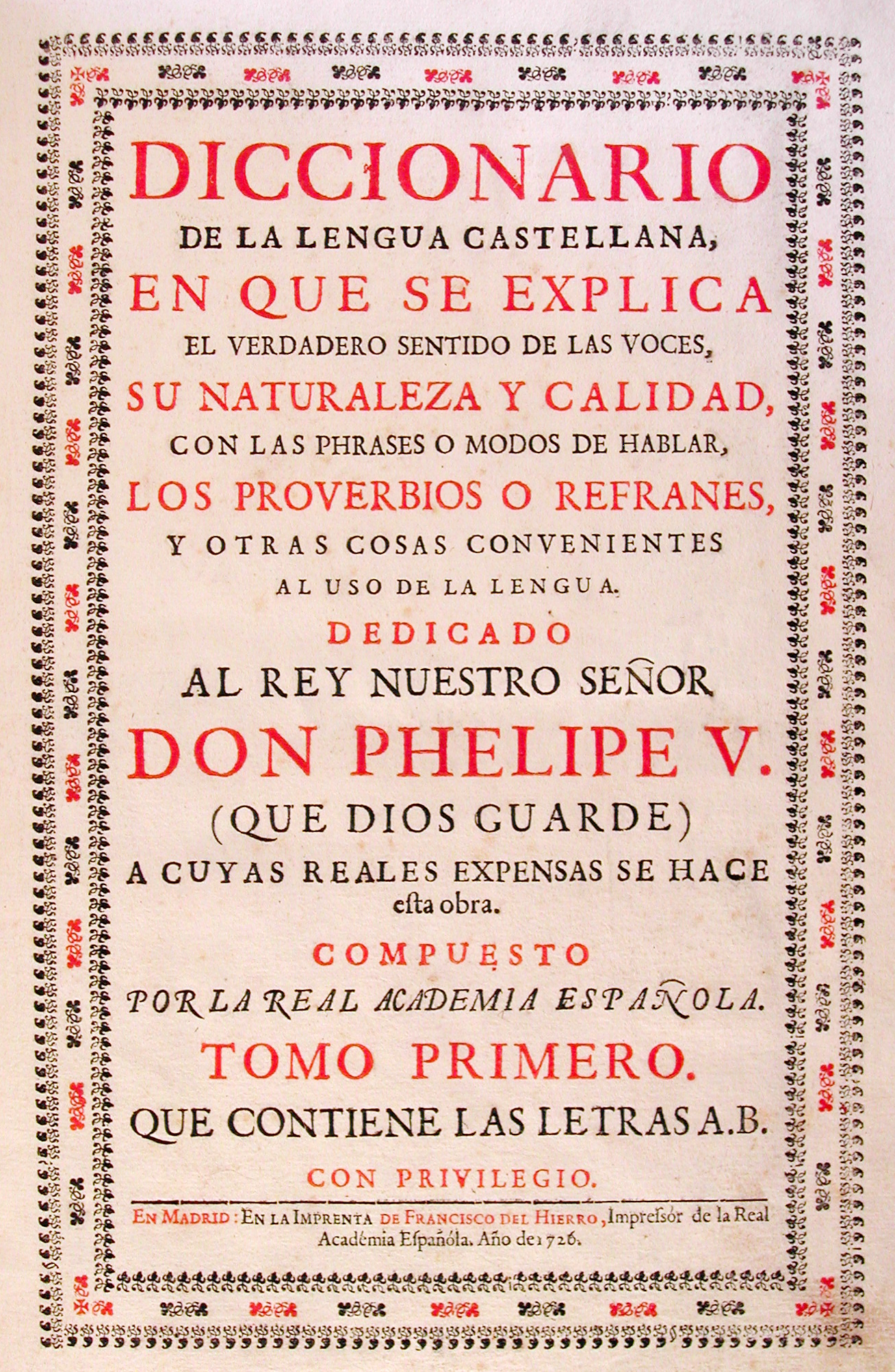
Titelblatt der ersten Auflage des Diccionario de Autoridades (1726)

Dies ist eine Liste von Sprachakademien der spanischen Sprache.

## Übersicht
Sortiert nach Ländern:
- Academia Ecuatoguineana de la Lengua Española (Äquatorialguinea)
- Academia Argentina de Letras (Argentinien)
- Academia Boliviana de la Lengua (Bolivien)
- Academia Chilena de la Lengua (Chile)
- Academia Costarricense de la Lengua (Costa Rica)
- Academia Dominicana de la Lengua (Dominikanische Republik)
- Academia Ecuatoriana de la Lengua (Ecuador)
- Academia Salvadoreña de la Lengua (El Salvador)
- Academia Guatemalteca de la Lengua (Guatemala)
- Academia Hondureña de la Lengua (Honduras)
- Academia Colombiana de la Lengua (Kolumbien)
- Academia Cubana de la Lengua (Kuba)
- Academia Mexicana de la Lengua (Mexiko)
- Academia Nicaragüense de la Lengua (Nicaragua)
- Academia Panameña de la Lengua (Panama)
- Academia Paraguaya de la Lengua Española (Paraguay)
- Academia Peruana de la Lengua (Peru)
- Academia Filipina de la Lengua Española (Philippinen)
- Academia Puertorriqueña de la Lengua Española (Puerto Rico)
- Real Academia Española (Spanien)
- Academia Nacional de Letras de Uruguay (Uruguay)
- Academia Venezolana de la Lengua (Venezuela)
- Academia Norteamericana de la Lengua Española (Vereinigte Staaten von Amerika)